# Rankarberget
Rankarberget är ett naturreservat i Sollefteå kommun i Västernorrlands län.
Området är naturskyddat sedan 2013 och är 55 hektar stort. Reservatet omfattar en ravin miljö i en nordsluttning av Rönåsen mot Ångermanälven. Reservatet består av tallskog i söder och granskog i norr.